# Justine Pelmelay
Anneke Wilma Pelmelay, més coneguda com a Justine Pelmelay (Leiden, 24 de setembre de 1958), és una cantant neerlandesa. Va ser corista de Gerard Joling al Festival de la Cançó d'Eurovisió 1988. L'any següent va representar els Països Baixos al Festival de la Cançó d'Eurovisió 1989 amb la cançó Blijf zoals je bent i va acabar en quinzè lloc.